# Travois

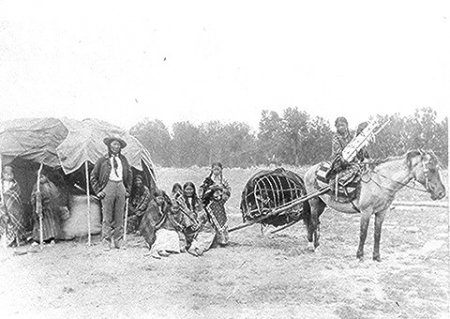
Familia Cheyenne utilizando un travois de caballo, 1890.

Un travois (del francés canadiense como las palabras obsoletas travoy y travoise) es una estructura con forma de marco hecha con unos palos cruzados, utilizada históricamente por los pueblos indígenas, principalmente los americanos de las llanuras de Norteamérica, para transportar cargas arrastrando el extremo de los palos sobre el suelo.

## Construcción y uso
La construcción básica consiste en una plataforma o red montada en dos palos largos, atados formando un triángulo isòsceles alargado; el marco era arrastrado con el final acabado en punta en la parte delantera. A veces, la parte central del marco estaba estabilizada por un tercer palo ligado de través con los dos palos.
El travois fue arrastrado a mano, a veces equipado con un arnés para un arrastre más eficiente, o arrastrado por perros o caballos (después de la introducción de los caballos el siglo XVI por los españoles).
Un travois se puede cargar acumulando mercancías encima del marco desnudo y ligándolas directamente, o primero extendiendo un trapo o una pieza de cuero sobre el marco para mantener mejor la carga que se quiere arrastrar.
A pesar de que se ha considerado más primitivo que las formas de transporte basadas en ruedas, en el tipo de territorio donde se utilizaba el travois (suelos forestales, suelo suave, nieve, etc.), en vez de carreteras, las ruedas habrían encontrado dificultades que las hubiera hecho menos eficientes. Como tal, el travois fue empleado por los  coureurs des bois en el comercio de pieles de Nueva Francia con las Tribus de las llanuras.
Es posible que una persona transporte más peso en un travois del que puede llevar a las espaldas.

## Travois de perro

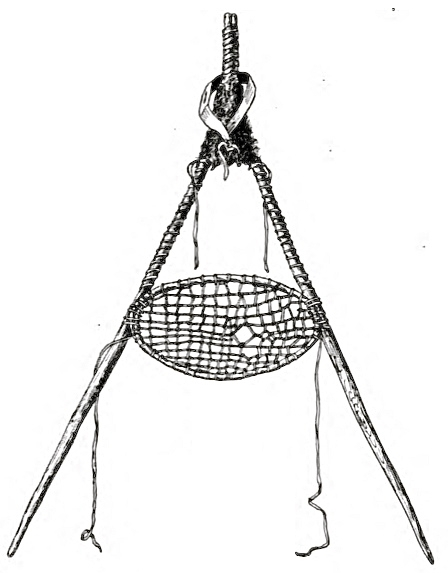
Diseño de un Travois utilizado por los Niitsitapi

El travois de perro básico consiste en dos palos de aspen o de algodón cortados y atados juntos en un extremo con tendón de búfalo; los otros extremos se mantenían separados, con unas barras transversales ligadas entre los postes cerca de los extremos, y el marco acabado parece una letra A grande con barras transversales adicionales. El ápice de la A, envuelta en piel de búfalo para evitar quemaduras por fricción, descansa sobre los hombros de un perro, mientras que los extremos acaban arrastrándose por el suelo ... Las mujeres de las primeras naciones construían los travois y manejaban los perros, a veces usando trenzas de juguete para entrenar a los cachorros. La carne de búfalo y la leña eran las cargas típicas de los travois.

"El  travois de perro de los tiempos pre-europeos era pequeño, capaz de arrastrar no más de 20 a 30 kg"."" Viajar con travois de perro era más lento en estaciones calurosas, puesto que es más fatigando para los perros. El travois de perro se puede ver en las pinturas de Karl Bodmer.

## Travois de caballo
A mediados del siglo XIX, el travois de perro había dado paso al travois de caballo. Cuando los perros fueron sustituidos por caballos, el mayor poder de tracción permitió que los tipis aumentaran de tamaño y los bienes de uso doméstico se multiplicaran ". 

Después de que los caballos fueran introducidos en América del Norte, muchas tribus indias indias comenzaron a hacer travois de caballo más grandes. En vez de hacer trineos travois especialmente construidos, simplemente cogían un par de palos de tepee a la espalda del caballo y le adjuntaban una plataforma de carga entre los palos detrás del caballo. Esto sirvió para dos propósitos al mismo tiempo, ya que los caballos podían llevar al mismo tiempo los palos de tepee y algún equipaje adicional. Los caballos, por supuesto, podían arrastrar un peso mucho mayor que los perros. A menudo los niños subían a la parte posterior del travois de caballo.

Cuando iniciaban un viaje con los travois, era tradición que los salish dejaran unos palos en el campamento que abandonaban "para que la próxima tribu o familia los utilizara para acampar en el momento de llegar".
Un travois de caballo se puede hacer con una estructura con forma de marco en A o con una estructura con forma de marco en H.

## Pistas de Travois
Lo que hoy se conoce como la Pista de Travois de Lewis y Clark, y el pasaje de Lewis y Clark de Montana fueron áreas muy transitadas donde los travois "eran arrastrados por el mismo camino, causando pistas profundas y paralelas marcadas en el suelo", que todavía son visibles hoy en día. También se pueden ver restos de pistas de travois en el lugar histórico nacional de Knife River Indian Villages .